# デレク・ルーク
デレク・ルーク（Derek Luke, 1974年4月24日 - ）は、アメリカ合衆国の俳優。2002年、デンゼル・ワシントン監督・製作の『アントワン・フィッシャー きみの帰る場所』でインディペンデント・スピリット賞を受賞した。

## 人物
ジャージーシティで生まれた彼の両親は、ピアニストのマジョリー・ディクソンと、ガイアナ人の元俳優モーリス・ルーク。彼の兄弟にはダニエルとモーリスの2人がいる。ジャージーシティのスナイダーハイスクールを卒業。
1998年には、歌手で女優のソフィア・アデラ・ヘルナンデスと結婚。
ソニー・ピクチャーズ エンタテインメントにあるStudio Emporiumのギフトショップで働いている際にスカウトされ、アントワン・フィッシャーの役をもらう。なお、この映画はソニー・ピクチャーズ・エンタテインメントのスタジオツアーで繰り返し流されている。
スパイク・リーが監督した、2008年の戦争映画『セントアンナの奇跡』では、脱税で降板したウェズリー・スナイプスの代役としてメインキャラクターのひとりを演じた。
2009年の伝記映画『ノトーリアスB.I.G.』ではショーン・コムズを演じる。
アリシア・キーズのPV「Teenage Love Affair」では、彼女に恋する男を演じ、 モニカのPV「So Gone」では、モニカに恋する男性歌手の役を務め、マリオのPV「Let Me Love You」では歌手役を務めた。

## 出演作品

### 映画
| 公開年 | 邦題 原題                                                                            | 役名                         | 備考                                            |
| ------ | ------------------------------------------------------------------------------------ | ---------------------------- | ----------------------------------------------- |
| 2002   | アントワン・フィッシャー きみの帰る場所 Antwone Fisher                               | アントワン・フィッシャー     | インディペンデント・スピリット賞主演男優賞 受賞 |
| 2003   | エイプリルの七面鳥 Pieces of April                                                   | ボビー                       |                                                 |
| 2003   | バイカーボーイズ Biker Boyz                                                          | キッド                       |                                                 |
| 2004   | 特捜刑事 スパルタン Spartan                                                          | カーティス                   |                                                 |
| 2004   | プライド 栄光への絆 Friday Night Lights                                              | ブービー・マイルズ           |                                                 |
| 2006   | グローリー・ロード Glory Road                                                        | ボビー・ジョー・ヒル         |                                                 |
| 2006   | 輝く夜明けに向かって Catch a Fire                                                    | パトリック・チャムーソ       |                                                 |
| 2007   | 大いなる陰謀 Lions for Lambs                                                         | アリアン・フィンチ           |                                                 |
| 2008   | ラブ・ダイアリーズ Definitely, Maybe                                                 | ラッセル・T・マコーマック    |                                                 |
| 2008   | セントアンナの奇跡 Miracle at St. Anna                                               | オブリー・スタンプス二等軍曹 |                                                 |
| 2009   | ノトーリアスB.I.G. Notorious                                                         | ショーン・コムズ             |                                                 |
| 2009   | Madea Goes to Jail                                                                   |                              |                                                 |
| 2011   | キャプテン・アメリカ/ザ・ファースト・アベンジャー Captain America: The First Avenger | ゲイブ・ジョーンズ           |                                                 |
| 2012   | エンド・オブ・ザ・ワールド Seeking a Friend for the End of the World                 | スペック                     |                                                 |
| 2012   | ホイットニー・ヒューストン/スパークル Sparkle                                        | スティックス                 |                                                 |
| 2013   | 30日の婚活トラベル Baggage Claim                                                     | ウィリアム・ライト           |                                                 |
| 2015   | セルフレス/覚醒した記憶 Self/less                                                    | アントン                     |                                                 |
| 2026   | マイケル（原題） Michael                                                             | ジョニー・コクラン           | ポストプロダクション                            |

### テレビシリーズ
| 放映年    | 邦題 原題                      | 役名                 | 備考                   |
| --------- | ------------------------------ | -------------------- | ---------------------- |
| 2009-2010 | Trauma                         | キャメロン・ブーン   | 20エピソード           |
| 2011      | しあわせの処方箋 Hawthorne     | マイルズ             | シーズン3の8エピソード |
| 2013,2018 | ジ・アメリカンズ The Americans | グレゴリー・トーマス | シーズン1, 6           |
| 2015      | Empire 成功の代償 Empire       | マルコム・デヴォー   | シーズン1の5エピソード |
| 2017-2018 | 13の理由 13 Reasons Why        | ケヴィン・ポーター   |                        |